# Leptataspis rubiana
Leptataspis rubiana är en insektsart som först beskrevs av Jacobi 1905.  Leptataspis rubiana ingår i släktet Leptataspis och familjen spottstritar. Inga underarter finns listade i Catalogue of Life.